# Belgioioso
Belgioioso ist eine Gemeinde mit 6400 Einwohnern (Stand 31. Dezember 2023) in der Provinz Pavia in der italienischen Region Lombardei.

## Geschichte
Belgiojoso war seit 1769 ein Titularfürstentum der Familie Barbiano. Im Jahr 1769 wurden daher 1-Taler- und 1 Dukatmünzen von Fürst Anton I. geprägt, die aber keine oder kaum Umlaufbedeutung hatten und als reine Repräsentativprägungen anzusehen sind.

## Ortsteile
Im Gemeindegebiet liegen neben dem Hauptort die Wohnplätze Artigianale und San Giacomo.

## Gemeindepartnerschaften
- La Fouillouse, Frankreich

## Persönlichkeiten
- Lavinia Gianoni (1911–2005), Turnerin